# João Côrtes
João Côrtes (São Paulo, 6 de junho de 1995) é um ator, cantor, compositor, dublador, diretor e roteirista brasileiro.

## Biografia
É filho de um produtor musical e de uma coordenadora escolar. Começou a fazer teatro aos 12 anos e, desde então, decidiu que queria investir na carreira artística. Chamou a atenção do público pela sua participação numa série de comerciais da operadora Vivo, lançada em 2013, onde João contracenava com vários atores e atrizes, sempre em tom de comédia. Sua atuação foi elogiada e surgiram os convites para atuar na televisão, como em 2014 em Três Teresas no papel de Lucas e em Vai que Cola no papel de Valdisney. Também chamou a atenção da Rede Globo, que o contratou em 2014 para estrelar um episódio da série Os Experientes no papel de Klebber, juntamente com a consagrada atriz Beatriz Segall. Em 2016, interpretou Eric na série O Negócio e viveu Peppino na novela Sol Nascente. Em 2018, João participou da segunda temporada do talent show Popstar e foi o vice-campeão da competição, vencida por Jeniffer Nascimento, e no ano seguinte, se tornou apresentador da terceira temporada do programa nos bastidores, substituindo Tiago Abravanel. João se assumiu gay em um post em sua conta do Instagram em 2020.

## Filmografia

### Televisão
| Ano           | Título                    | Papel                                  | Notas                              |
| ------------- | ------------------------- | -------------------------------------- | ---------------------------------- |
| 2013–14       | Três Teresas              | Lucas                                  |                                    |
| 2014          | Vai que Cola              | Valdisney                              | Episodio: "Toma Que o Filho é Teu" |
| 2015          | Os Experientes            | Kléber Amaral dos Santos               | Episodio: "O Assalto"              |
| 2016–18       | O Negócio                 | Eric                                   |                                    |
| 2016–17       | Sol Nascente              | Giussepino Fragoso De Angeli (Peppino) |                                    |
| 2018          | Popstar                   | Participante (2º lugar)                | Temporada 2                        |
| 2019          | Popstar                   | Repórter                               |                                    |
| 2020          | Crônicas da Pandemia      | Joca                                   |                                    |
| 2020          | Simples Assim             | Filho                                  | Episódio: "10 de outubro"          |
| 2021          | O Hóspede Americano       | Thomaz Reiz                            |                                    |
| 2021          | Passaporte para Liberdade | Wilfried Schwartz                      |                                    |
| 2022–presente | Encantado's               | Celso Tadeu                            |                                    |
| 2023          | Sala dos Professores      | Daniel                                 |                                    |
| 2023          | Rio Connection            | Alberto Martin                         |                                    |

### Cinema
| Ano  | Título                      | Personagem           | Notas          |
| ---- | --------------------------- | -------------------- | -------------- |
| 2014 | The House Job               | Dogsitter            | Curta-metragem |
| 2014 | Lascados                    | Denis                |                |
| 2015 | Vende-se Ilusões            |                      |                |
| 2015 | A Bike                      | Trevor               | Curta-metragem |
| 2016 | Tô Ryca                     | Funcionário do Hotel |                |
| 2017 | Ninguém Entra, Ninguém Sai  | Carlos Junior (Caju) |                |
| 2017 | Amor.com                    | Panda                |                |
| 2017 | De Novo Não                 | Cabela               |                |
| 2018 | Talvez uma História de Amor | Lucas                |                |
| 2018 | O Segredo de Davi           | Caio                 |                |
| 2019 | Eu Sou Mais Eu              | Reinaldo (Cabeça)    |                |
| 2020 | Flush                       | Sarah                |                |
| 2021 | Gracinha                    | Narrador             |                |

### Dublagem
| Ano  | Título                               | Personagem | Notas  |
| ---- | ------------------------------------ | ---------- | ------ |
| 2015 | O Reino Gelado 2                     | Orm        |        |
| 2019 | Uglydolls                            | Lou        | [ 26 ] |
| 2019 | O Reino Gelado: A Terra dos Espelhos | Orm        |        |

### Internet
| Ano  | Título         | Papel     | Notas                              |
| ---- | -------------- | --------- | ---------------------------------- |
| 2016 | Jantar Secreto |           |                                    |
| 2018 | Garota Errada  | Ele mesmo | Episódio: "Sobre Pares Românticos" |

## Teatro
- O Pequeno Príncipe
- O Segredo dos Dois Pinóquios
- Meninos e Meninas
- M Mais de Perto
- Querida Quitinete
- Se Joga

## Direção e roteiro
| Ano  | Título                   | Notas                          |
| ---- | ------------------------ | ------------------------------ |
| 2018 | Nas Mãos de Quem Me Leva | Diretor, roteirista e produtor |
| 2019 | Flush                    | Roteirista e produtor          |

## Prêmios e indicações
| Ano  | Prêmio                                  | Categoria                                     | Indicação                | Resultado |
| ---- | --------------------------------------- | --------------------------------------------- | ------------------------ | --------- |
| 2015 | Prêmio Quem de Televisão                | Melhor Revelação                              | Os Experientes           | Indicado  |
| 2020 | Indie Short Fest – Los Angeles Festival | Melhor Roteiro Original                       | Flush                    | Venceu    |
| 2020 | Indie Short Fest – Los Angeles Festival | Melhor Dupla de Atuação (com Nicolas Prattes) | Flush                    | Venceu    |
| 2020 | Rome International Film Festival        | Melhor Roteirista                             | Flush                    | Venceu    |
| 2020 | Festival de Cinema Muriaé               | Melhor Roteiro                                | Flush                    | Venceu    |
| 2020 | QueerX Festival                         | Melhor Curta Drama                            | Flush                    | Venceu    |
| 2020 | Poc Awards                              | Poc do Ano                                    | Outing                   | Indicado  |
| 2020 | New Cinema Lisbon Film Festival         | Melhor Filme                                  | Nas Mãos De Quem Me Leva | Venceu    |
| 2020 | New Cinema Lisbon Film Festival         | Melhor Diretor Estreante                      | Nas Mãos De Quem Me Leva | Venceu    |
| 2021 | Seoul International Short Film Festival | Melhor Filme                                  | Nas Mãos De Quem Me Leva | Venceu    |
| 2021 | Seoul International Short Film Festival | Melhor Roteiro                                | Nas Mãos De Quem Me Leva | Venceu    |
| 2021 | Film Today Festival                     | Melhor Roteiro                                | Nas Mãos De Quem Me Leva | Venceu    |
| 2022 | Pena de Prata                           | Melhor Elenco em Série de Comédia             | Encantado's              | Indicado  |
| 2023 | Prêmio Fita de Teatro                   | Melhor Ator                                   | Invisível                | Indicado  |

## Ligações Externas
- João Côrtes. no IMDb.